# شیمی حالت جامد
شیمی حالت جامد (به انگلیسی: Solid State Chemistry) شاخه‌ای از دانش پایه شیمی است که به بررسی سنتز ، ساختار ، ویژگی‌ها و واکنش‌های مواد در حالت جامد می‌پردازد. این زمینه از شیمی، در ارتباط تنگاتنگی با شاخه‌های شیمی معدنی ، شیمی مواد و شیمی‌فیزیک است.
در شیمی حالت جامد لزوماً بر بررسی مواد مولکولی در حالت جامد پرداخته نمی‌شود و گاهی مواد غیرمولکولی ، مواد خالص یا آلیاژها در آن مورد مطالعه قرار می‌گیرند.